# Davis Junction
Davis Junction es una villa ubicada en el condado de Ogle, Illinois, Estados Unidos. Según el censo de 2020, tiene una población de 2512 habitantes.

## Geografía
La localidad está ubicada en las coordenadas 42°6′52″N 89°5′25″O / 42.11444, -89.09028 (42.114561, -89.090288). Según la Oficina del Censo de los Estados Unidos, Davis Junction tiene una superficie total de 10.88 km², correspondientes en su totalidad a tierra firme.

## Demografía
Según el censo de 2020, hay 2512 personas residiendo en Davis Junction. La densidad de población es de 230.88 hab./km². El 83.24% de los habitantes son blancos, el 1.47% son afroamericanos, el 0.40% son amerindios, el 0.36% son asiáticos, el 5.57% son de otras razas y el 8.96% son de una mezcla de razas. Del total de la población, el 15.76% son hispanos o latinos de cualquier raza.